# Gonçalo (Vorname)
Gonçalo [gõˈsɑːlu] ist ein portugiesischer männlicher Vorname, der dem spanischen Gonzalo entspricht und auf den mittelalterlichen lateinischen Namen Gundisalvus westgotisch-germanischer Herkunft (gund = der Kampf) zurückgeht.

## Namensträger
- Gonçalo Amorim (1972–2012), portugiesischer Radrennfahrer
- Gonçalo Anes Bandarra (um 1500–1556), portugiesischer Dichter, Prophet und Schuhmacher
- Gonçalo Brandão (* 1986), portugiesischer Fußballspieler
- Gonçalo Velho Cabral (um 1400–1460), portugiesischer Seefahrer
- Gonçalo Cadilhe (* 1968), portugiesischer Reiseschriftsteller
- Gonçalo Cardoso (* 2000), portugiesischer Fußballspieler
- Gonçalo Coelho (1451?–1512), portugiesischer Entdecker
- Gonçalo Galvão Teles (* 1973), portugiesischer Regisseur, Drehbuchautor und Filmproduzent
- Gonçalo Guedes (* 1996), portugiesischer Fußballspieler
- Gonçalo Oliveira (* 1995), portugiesischer Tennisspieler
- Gonçalo Paciência (* 1994), portugiesischer Fußballspieler
- Gonçalo Pereira Pimenta de Castro (1868–1952), portugiesischer Offizier und Kolonialverwalter
- Gonçalo Ribeiro Telles (1922–2020), portugiesischer Politiker und Landschaftsarchitekt
- Gonçalo Sampaio (1865–1937), portugiesischer Botaniker
- Gonçalo M. Tavares (* 1970), portugiesischer Schriftsteller
- Gonçalo Trastamires (1000–1039), portugiesischer Ritter und Regent